# Helicobia biplagiata
Helicobia biplagiata är en tvåvingeart som beskrevs av Carroll William Dodge 1966. Helicobia biplagiata ingår i släktet Helicobia och familjen köttflugor.
Artens utbredningsområde är Peru. Inga underarter finns listade i Catalogue of Life.